# 비상에듀
비상에듀(Visang Edu)는 ㈜비유와상징(현 ㈜비상교육)에서 제작하고 주식회사 디지털대성이 운영하는 고등학생 온라인 강의 전문 웹 사이트이자 이를 바탕으로 만들어진 교육 브랜드이다.
2008년 10월에 ㈜비유와상징(현 ㈜비상교육)의 자회사 수박씨닷컴의 웹 사이트의 중·고등 부분을 분리 후 비상에듀닷컴으로 제작한 웹 사이트이다. 2012년 11월 8일에 5년간 운영권을 주식회사 디지털대성으로 판매하여 주식회사 디지털대성이 실제 운영을 하고 있다. 디지털대성은 사이트명을 비상에듀로 개명하였으며, 이후 ㈜비상교육은 비상에듀 운영을 통한 매출과 사이트 소유권 일부를 가지게 되었다.

## 비상에듀
2005년에 중앙에듀플러스로 설립하였다. 그 후 2개월 만에 진학사가 중앙에듀플러스에 투자하기로 밝히고 자사의 계열사로 편입하면서 중앙에듀플러스는 진학에듀로 명칭을 변경하였다. 2008년 7월에 비유와상징(현 비상교육)이 사설 모의고사 시장에 진출하기 위해 진학에듀의 지분의 약 80%를 인수한 뒤 계열사로 편입하였고, 상호명을 비상교평으로, 웹 사이트를 비상에듀닷컴으로 변경하였다. 비상교평은 모의 대학수학능력시험 출제를 맡았으며, 비상에듀닷컴은 본사인 비유와상징에서 운영하여 고등 온라인 강의를 제작 및 판매하였다. 그리고 2007년 1월에 비유와상징 이러닝혁신사업본부 소속 자회사 중·고등 온라인 강의 제작 업체 '수박씨닷컴'의 고등부를 분리후 '비상에듀닷컴'으로 통합 운영하였다. 이후 웹 사이트의 사업자등록 상호명은 중학생 온라인 강의 부문과 함께 '수박씨닷컴'으로 등록되어 결제를 진행하였으며, 사이트의 운영은 본사인 비상교육 이 담당하였다. 2012년 11월 8일에 비상교육은 수박씨닷컴의 비상에듀닷컴 사이트 운영권을 디지털대성에 매각하였으며 디지털대성은 비상에듀로 명칭 변경 후 운영하고 있다. 디지털대성이 운영권을 가지기 이전일인 2012년 11월 7일에는 디지털대성으로 이적의 뜻을 밝히지 않은 일부 강사들이 계약 종료로 퇴사하였다. 디지털대성은 인수 이후 운영하는 다른 온라인 강의 사이트 대성마이맥, 티치미와 함께 비상에듀를 통합 운영하여 대성마이맥과 티치미에서 활동하는 강사들이 비상에듀에서도 강의를 판매하고 있다.

### 논란
- 수능 성적 자료 유출 : 비상에듀는 수능 성적 발표를 하루 앞둔 2008년 12월 9일 오후에 〈수능 성적 결과 분석〉이라는 제목의 보도 자료를 언론사들에게 배포하였다. 이에 대해 한국교육과정평가원은 해당 자료가 사전 유출된 것으로 추정하고 자세한 경위를 조사하고 있다고 밝혔다[6][7][8]. 조사 결과 한 업체의 직원이 한국교육과정평가원 직원의 이메일을 해킹하여 빼돌렸음이 밝혀졌다[9]. 경찰은 입수 경위를 밝힌 비상에듀의 직원과 자료를 제공한 업체의 직원 3명을 출국금지하고 한국교육과정평가원에 있는 컴퓨터도 조사하기로 하였다[10]. 서울종로경찰서는 2008년 12월 17일에 해당 사건의 용의자로부터 이전의 유출 경로가 아닌 다른 유출 경로가 있다는 내용의 진술을 받아냈다고 밝혔다[11]. 같은 날 한국교육과정평가원은 보안 시스템을 강화하겠다고 밝혔다. 보안 시스템 강화 내용은 외부인으로부터 평가원 직원의 메일 계정에 접근하는 것을 차단하고 비밀번호는 일정 주기마다 강제로 변경되며, 비밀번호를 3회 이상 잘못 입력하면 계정 사용이 정지되게 하는 것이다[12]. 서울종로경찰서는 수능 성적 자료를 입수해 사교육 관계자들에게 전달한 혐의로 울산의 한 고등학교 교사를 12월 15일에 소환해 조사하였음이 뒤늦게 밝혀졌다[13]. 2009년 1월 6일에 서울 종로 경찰서는 한 사설 교육업체의 직원이 한국교육과정평가원의 서버에 2백 차례 이상 접속했다는 사실이 밝혀졌다[14]. 이러한 와중에도 비상에듀는 2008년 12월 24일부터 2009년 2월 28일까지[15] 자사의 방송 광고를 방송 3사를 통해 방영하였다.

- 수강 후기 조작 및 환불 제한: 2011년 10월에 비상에듀는 수강 후기의 내용이 자사의 이익에 반할 경우 이를 삭제하거나 미공개하는 등으로 조작하였으며, 교재 등에 대한 계약 철회 기간을 법률 상의 기한보다 짧게 적용하여 공정거래위원회에 적발되었다[16]

## 비상에듀 브랜드 사업
비유와상징(현 비상교육)은 비상에듀닷컴의 이름을 활용하여 2008년 12월에 대입 전문 학원 비상에듀 학원을 설립하였으며(운영은 비상 KB 캠퍼스) 자회사 비상교평은 비상에듀 이름으로 '비상에듀 모의 대학수학능력시험'을 출제하고 있다. 2009년 10월 12일부터 2009년 11월 11일까지 OBS 경인TV의 프로그램인 《생방송 OBS》의 〈수능 완전 정복〉 코너에 박재원 연구소장과 자사의 강사진들이 출연하였으며, 상품도 협찬하였다.